# Lubliniec
Lubliniec (dříve polsky též Lubin nebo Lublin, německy Lublinitz, v letech 1941–1945 Lobau, občas počeštěně Lublinec) je město v jižním Polsku ve Slezském vojvodství, sídlo okresu Lubliniec. Leží na severovýchodním okraji historického území Horního Slezska na řece Lublinici, pravém přítoku Malé Pěny. Z geomorfologického hlediska se rozkládá na Opolské planině, která je součástí Slezské nížiny. 
Z celkové rozlohy 89,36 km² zhruba 70 % – celou jižní část katastru směrem k Tarnovským Horám – pokrývají Lubliniecké lesy. Ke konci roku 2023 město mělo 22 610 obyvatel.

## Dějiny
Lubliniec byl založen během velké kolonizace na sklonku 13. století. Jako datum, kdy obdržel městská práva po magdeburském vzoru, se uvádí rok 1300. Patřil Opolskému knížectví, tudíž do roku 1742 byl součástí Zemí Koruny české a Habsburské monarchii. Následně po první slezské válce připadl Prusku a stal se okresním městem provincie Slezsko nejdříve ve vratislavském departamentu a pak od roku 1815 v rámci vládního obvodu Opolí.
V hornoslezském plebiscitu v roce 1921 se 88 % hlasujících v Lublinci a 53,1 % v celém lublineckém okrese vyslovilo pro setrvání v Německu. Přesto byla tato oblast rozhodnutím velmocí připojena k Polsku a stala se součástí autonomního slezského vojvodství. V meziválečném období byl Lubliniec označován za centrum tzv. Bílého Slezska. Tehdejší polský díl této historické země byl totiž dobovou propagandou rozdělen na tři kusy: Lublinecku se říkalo Bílé Slezsko, Černé Slezsko zahrnovalo silně industrializovanou katovickou černouhelnou pánev, kdežto pojem Zelené Slezsko zastřešoval Pštinsko a východní Těšínsko.
Po roce 1945 byl nově socialistickému Polsku přiřčen i zbytek dosud německého Horního Slezska. Německé obyvatelstvo bylo z Lublince odsunuto nebo přinuceno k asimilaci. V důsledku správní reformy za vlády Edwarda Gierka, která zavedla 49 malých vojvodství místo poválečných sedmnácti, byl Lubliniec v letech 1975–1998 součástí Čenstochovského vojvodství. Při sčítání lidu 2011 se 27,4 % obyvatel lublineckého okresu hlásilo ke slezské národnosti, ale většina z nich se také přihlásila k polské národnosti, takže 85,0 % obyvatel okresu se přihlásilo k polské národnosti (v Polsku lze uvést dvě národnosti).[zdroj?]

## Současnost a pamětihodnosti
V roce 1894 byl v Lublinci zřízen ústav pro duševně nemocné, který nyní působí jako Krajská neuropsychiatrická nemocnice Emila Cyrana (Wojewódzki Szpital Neuropsychiatryczny imienia Emila Cyrana) zaměřená kromě mentálních poruch také na neurologická onemocnění a léčbu závislosti. Léčebna zaujímá rozsáhlý areál v jižní části města. Do 70. let 20. století byl jeho součástí i klasicistní lublinecký zámek, ve kterém se aktuálně po důsledné rekonstrukci dokončené roku 2010 nachází hotel.
K dalším pamětihodnostem města patří dobře dochovaná zástavba historického jádra převážně z 19. století, farní kostel svatého Mikuláše z roku 1579, dřevěný kostelík svaté Anny z roku 1653, klášter misionářů oblátů založený ve 20. letech 20. století s kostelem sv. Stanislava Kostky či budova bývalého sirotčince z roku 1848.
Z Lublince pocházeli prarodiče Edith Stein. Je zde po ní pojmenována ulice, škola a kostel, na hlavním náměstí se nachází její pomník, na domě, ve kterém bydleli prarodiče, pamětní cedule a jakožto Svatá Terezie Benedikta od Kříže byla vyhlášena patronkou města.
V Lublinci je dislokována Speciální vojenská jednotka Commandos (Jednostka Wojskowa Komandosów) Polské armády. Její základna tvoří velký vojenský areál na jižním okraji města.